# أديمار بينيتيز
أديمار بينيتيز (بالإسبانية: Ademar Benítez)‏ هو لاعب كرة قدم أوروغواياني في مركز الهجوم، ولد في 21 مايو 1956 في مونتيفيديو في الأوروغواي. لعب مع سوسيداد ديبورتيفو كيتو وكلوب ليون وميونيسيبال ونادي أونيفرسيداد ناسيونال ونادي برشلونة ونادي ماريتيمو.